# Danmarksturneringen i atletik 2009
Danmarksturneringen i atletik 2009 eller Landsturneringen i atletik 2009 er Dansk Atletik Forbunds danske mesterskab for klubshold. 
Danmarksturneringens finale 2009 afvikledes 12. september på Østerbro Stadion i København med Sparta Atletik som arrangør. Det blev till dobbeltsejr til Sparta Atletik for 12. år i træk, mændens sejr var den 24. i træk.  

## Resultatet i elitedivisionen, 2009

### Mænd
- Guld Sparta Atletik 122p
- Sølv Århus 1900 93½p
- Bronze Københavns IF 78½p
- 4. Hvidovre AM 67p
- 5. Skive AM 56p
- 6. OA/OGF 45p

### Kvinder
- Guld Sparta Atletik 110p
- Sølv Århus 1900 89p
- Bronze Hvidovre AM 70p
- 4. Silkeborg AK77 62½p
- 5. Amager AC 54½p
- 6. OA/OGF 54p